# 海馬体
海馬体（かいばたい、英語: hippocampal formation）は、大脳皮質・側頭葉の内側にあり側脳室下角底部に突出した大脳辺縁系の一部である。
左右に一対ずつ存在し、ヒトでは直径 1 cm、長さも 5 cm ほどの器官である。ギリシャ神話に登場する海神ポセイドンが駆る馬車を引く半馬半魚の想像上の動物ヒッポカンポス (hippocampus) の尾に形が似ているとされたことから名づけられた。 学名が同じ Hippocampus であるタツノオトシゴから由来すると言う説もある。
1950年代にてんかん手術のために海馬体を切り取った、H.M. というイニシャルを持つ患者が、その後新たに記憶を獲得する能力をなくしてしまった（前向性健忘）というエピソードは大変有名である。このエピソードにより、海馬が脳の記憶形成に重大に関わる分野として、研究が盛んになっていった。
歯状回（dentate gyrus）、海馬（hippocampus）、海馬台（海馬支脚）（subiculum）、前海馬支脚（presubiculum）、傍海馬支脚（parasubiculum）、嗅内野皮質（entorhinal cortex）の各部に分けられる。海馬体全体のことを慣例として「海馬」と呼ぶことも多いが、解剖学においては厳密には海馬体の一部の神経細胞層を持つ部位のみを海馬とする。